# Ройлянка (Успенівська сільська громада)
Ройля́нка — село Успенівської сільської громади, в Білгород-Дністровському районі Одеської області України. Засноване у 1832 році. Населення становить 1747 осіб за переписом 2001 року.

## Історія
19 липня 2020 року, в результаті адміністративно-територіальної реформи і ліквідації Саратського району, село увійшло ло складу новоутвореного Білгород-Дністровського району.

## Населення
Згідно з переписом УРСР 1989 року чисельність наявного населення села становила 1977 осіб, з яких 918 чоловіків та 1059 жінок.
За переписом населення України 2001 року в селі мешкало 1735 осіб.

### Мова
Розподіл населення за рідною мовою за даними перепису 2001 року:
| Мова       | Відсоток |
| ---------- | -------- |
| українська | 95,88 %  |
| російська  | 2,46 %   |
| молдовська | 0,80 %   |
| болгарська | 0,46 %   |
| гагаузька  | 0,11 %   |
| інші       | 0,29 %   |

## Постаті
- Клевець Федір Никифорович (1915 — ?) — радянський діяч, голова колгоспу імені Андреєва Старокозацького району Ізмаїльської області. Депутат Верховної Ради УРСР 3-го скликання.
- Лиховид Геннадій Григорович (1976—2015) — солдат Збройних сил України, учасник російсько-української війни.